# منصورية الفرستق
منصورية الفرستق إحدى قرى مركز كفر الزيات التابع لمحافظة الغربية بجمهورية مصر العربية. تقع القرية على فرع رشيد ويحدها من الغرب دلبشان ومن الشمال كفر الباجة ومن الجنوب كفر مشلة. تبلغ مساحتها 2,64 كم2.

## التاريخ
أصل القرية من توابع دلبشان ثم فصلت عنها سنة 1228 هـ باسم كفر العكروت بنسبة إلى المقام الكائن بها، لاستهجان اسمها غير الاسم إلى منصورية الفرستق في سنة 1259 هـ.

## الزراعة
أكثر ما يزرع بالقرية هي المحاصيل الحقلية (الحبوب والبرسيم) تليها الخضر سواء في الموسم الصيفي أو الشتوي. تضم القرية عشر أحواض زراعية يروى ما يقارب 248,15 فدان منها أي 42,8% من إجمالي المساحة المزروعة بالقرية بالآبار والآبار الأرتوازية بسبب وقعها في نهاية ترعتي الطومانية والنعناعية التي تتذبذب كميات المياه في نهايتهما. رغم أن القرية تقع على فرع رشيد مباشرة إلا أنها لم تستفد من ذلك بوجود ترعة مباشرة منه تروي زمامها.

## السكان
بلغ عدد سكان منصورية الفرستق 7980 نسمة حسب تقدير عام 2018.
| السنة  | 1882 | 1897 | 1907 | 1927 | 1947 | 1960 | 1976 | 1986 | 1996 | 2006  | 2018 |
| ------ | ---- | ---- | ---- | ---- | ---- | ---- | ---- | ---- | ---- | ----- | ---- |
| القرية | 1262 | 1771 | 1865 | 2603 | 3118 | 3198 | 4211 | 5364 | 5841 | 6,870 | 7980 |